# Englishovo pobřeží

Englishovo pobřeží na mapě Antarktidy

Englishovo pobřeží je pobřeží Antarktidy u průlivu krále Jiřího VI. Bellingshausenova moře. Na západě na ně navazuje Bryanovo pobřeží, na sever pokračuje pobřeží Rymillovo.
Pobřeží bylo objeveno a prozkoumáno v roce 1940, po zemi Finnem Ronnem a Carlem R. Eklundem a ze vzduchu dalšími příslušníky Východní základny Antarktického programu Spojených států (1939–41).
Nese jméno admirála Roberta Allena Josepha Englishe (1899–1969) z Námořnictva Spojených států, který byl kapitánem lodi Bear of Oakland v Byrdově expedici a v letech 1939–41 byl výkonným tajemníkem Antarktické služby USA. Jeho původní název Pobřeží Roberta Englishe byl za účelem stručnosti zkrácen.